# Mozartův dům (Vídeň)
Mozartův dům ve Vídni s Mozartovým bytem (německy Mozarthaus Vienna mit Mozartwohnung, přezdívaný jako Figarohaus) se nachází v Domgasse 5 ve vídeňském městském okrese Vnitřní město poblíž katedrály sv. Štěpána. V prvním patře toho typického starovídeňského domu žil Wolfgang Amadeus Mozart od konce září 1784 do konce dubna 1787. Tento byt, kde skladatel s manželkou a synem patrně strávil svá nejšťastnější léta, je zároveň jediným dochovaným Mozartovým vídeňským bytem. Zde složil operu Figarova svatba. Byt je upraven na pamětní místo a v pracovně je vystavena originální partitura „Ave verum“ a první do němčiny přeložené libreto k Figarově svatbě.

## Historie

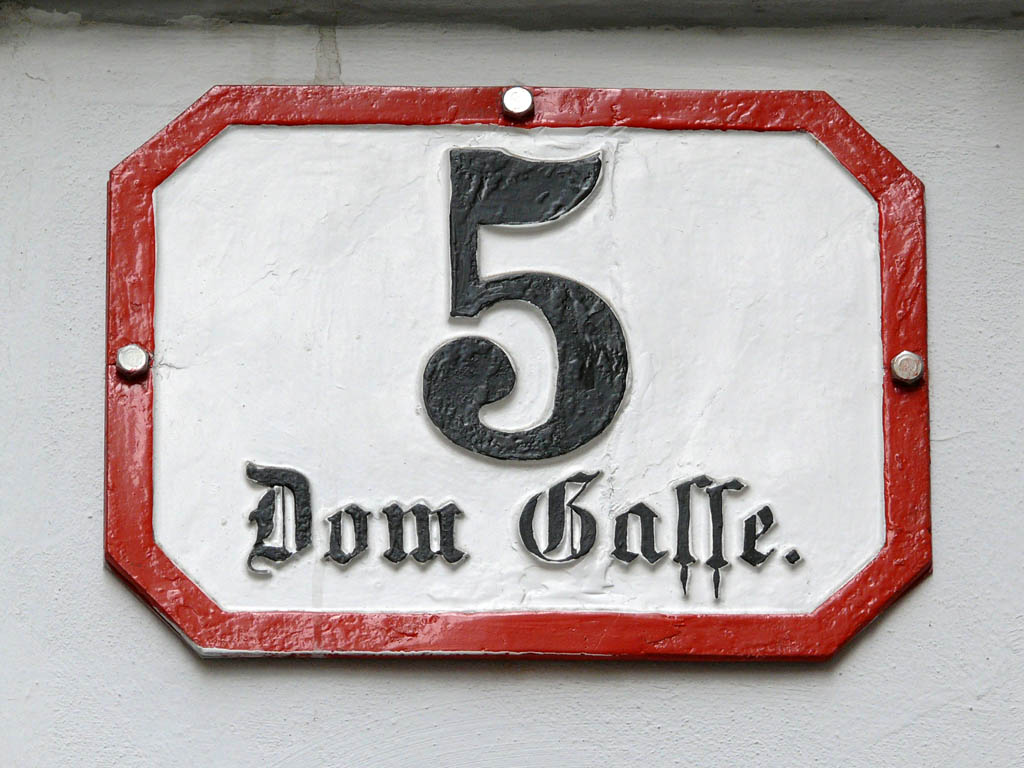
Domgasse 5

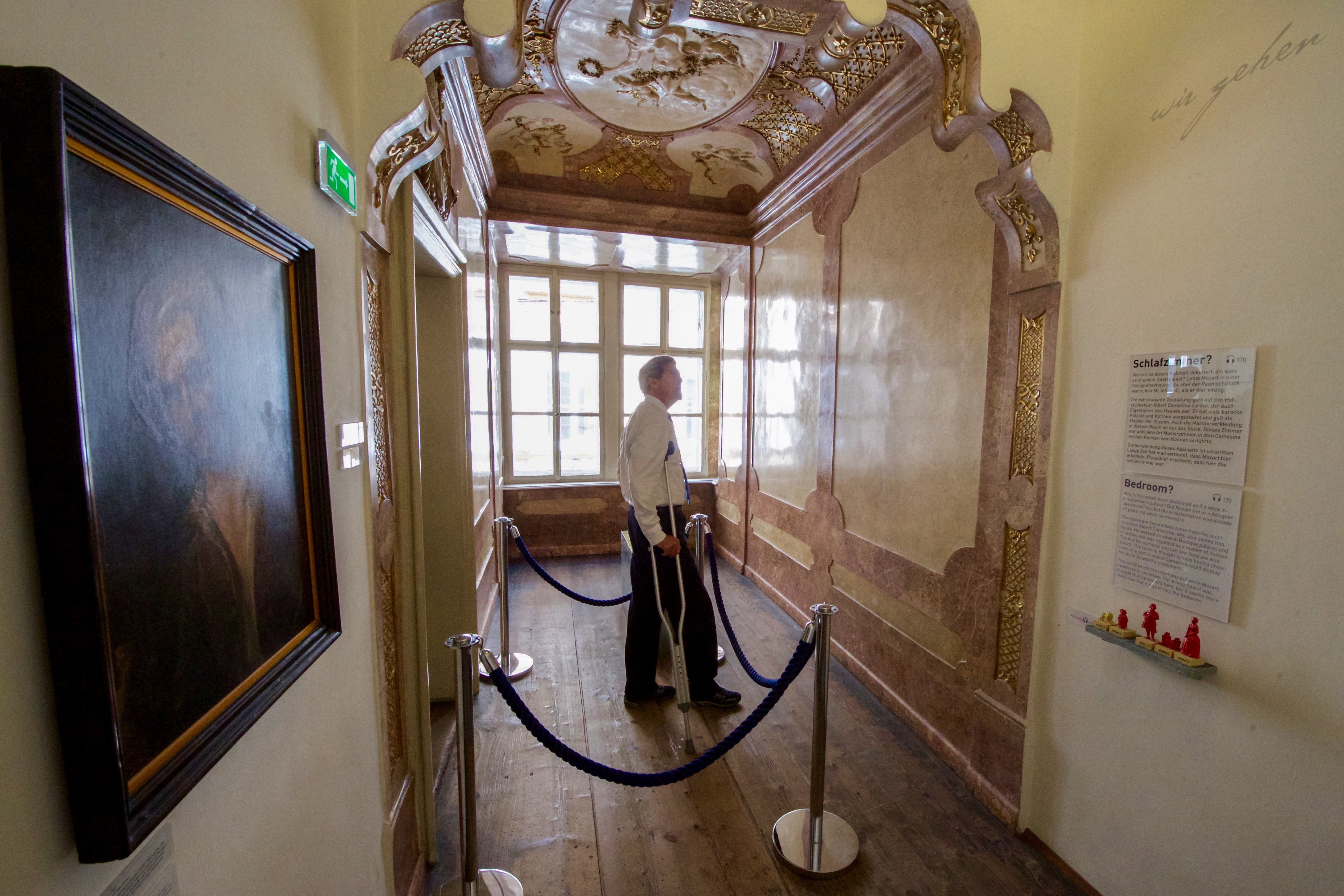
Pohled na Camesinův štukový strop s bohyní vítězství či slávy obklopenou putti v nejreprezentativnější místnosti bytu sousedící se skladatelovou pracovnou, která byla pravděpodobně jeho ložnicí

### Camesinahaus
Pětiposchoďový dům v tehdejší ulici Große Schulerstraße Nr. 845 prošel v roce 1716 celkovou přestavbou. Tehdy se nacházel ve vlastnictví známého štukatéra Alberta Camesiny a jeho dědiců, takže byl nazýván jako „Camesinův dům“. Tento stavební mistr, za něhož získal dům svou dnešní podobu včetně štukové výzdoby, byl důležitou osobností rakouského stavitelství. Andrea Simone Carove a jeho zeť Albert Camesina totiž byli spolupracovníky Johanna Bernharda Fischera von Erlacha. Místnost, která byla v době Mozartova pobytu jeho ložnicí, je ozdobena štukovým stropem, což je dílo Camesiny v hodnotě 460 florénů. Pozdější Mozartův byt, jenž má čtyři pokoje, dva kabinety, kuchyni, podkrovní světnici, sklep a dvě dřevěné přepážky, byl pravděpodobně předtím bytem majitele domu, čemuž odpovídá nákladná štuková výzdoba.

### Období Mozartova pobytu
Během dvou a půl roku, kdy Mozart žil a tvořil v tomto bytě, vznikla řada pozoruhodných děl. Vedle komorních skladeb (dva kvintety, čtyři kvartety, tři tria, dva klavírní kvartety, tři klavírní sonáty, dvě houslové sonáty) zkomponoval v tomto bytě jedenáct klavírních koncertů, koncert pro lesní roh, fantazii c moll, svou jedinečnou Goethovu píseň („Das Veilchen“), kantátu „Davidde penitente“ a v neposlední řadě operu Figarova svatba. Dne 18. října 1786 se zde narodilo třetí dítě, Johann Thomas Leopold, které však po měsíci zemřelo. V době, kdy obýval tento byt, tu přijal několik zajímavých návštěv. Od února do dubna 1785 byl u Mozarta hostem jeho otec Leopold, ale navštívil jej i Joseph Haydn a zřejmě i Ludwig van Beethoven. Haydn při jedné své návštěvě zahrál tři z devíti nových smyčcových kvartetů v B, A a C dur. Tehdy Mozartovu otci řekl onen známý citát:  „Říkám Vám před Bohem, jako čestný muž, že Váš syn je největším skladatelem, kterého osobně a jménem znám; má vkus a nadto má největší kompoziční vědu“. Mozartův otec popsal v jednom dopise své dceři tento byt jako krásný kvartýr se vší k domu patřící dekorací. O něco později psal otec opět o novém bytě svého syna a o jeho hospodářské situaci mj. toto: „Věřím, že můj syn, kdyby neměl k zaplacení žádné dluhy, teď může vložit do banky 2000 florénů; tyto peníze tady jistě jsou, a domácí hospodaření, co se týče jídla a pití, je nanejvýš úsporné.“
Mozartova manželka Constanze, která je v mozartovských biografiích někdy hodnocena negativně, zde žila se skladatelem ve veskrze harmonickém vztahu a vytvářela mu prostředí, které bylo pro jeho práci důležité. Tento reprezentativní byt s kulečníkovým pokojem pak byl nejmarkantnějším hmotným úspěchem skladatelovy kariéry. Vedle zmíněných návštěvníků Mozart v bytě několik týdnů hostil i putující hudebníky, jako byli hobojista Josef Fiala a houslista Johann André. Kromě toho v této době přes dva roky vyučoval teprve sedmiletého Johanna Nepomuka Hummela. Od roku 1758 učil kompozici také Thomase Attwooda (1765–1838), jenž zůstal jeho žákem až do roku 1787 a později přispěl k větší slávě Mozartova jména v zahraničí.
V době, kdy uvedl svou kantátu „Davidde penitente“, přišel skladatel do bližšího kontaktu se svobodným zednářstvím, kterým byl bezpochyby fascinován. Dne 14. prosince 1784 byl přijat do lóže „Dobročinnost“ (Zur Wohltätigkeit), patrně na návrh svého přítele svobodného pána Otto von Gemmingena. Co si Mozart od tohoto hnutí sliboval, není známo. 24. dubna 1785 navštívili otec a syn Mozartovi společně lóži Zur gekrönten Hoffnung, kde byla na počest císařského vyznamenání pro Ignaze Borna provedena skladba „Maurerfreude“ (KV 471). Od ledna 1786 náležel skladatel k lóži Zur neugekrönten Hoffnung, která později změnila svůj název na Gekrönte Hoffnung a které zůstal věrný až do konce svého života. Mozartovi přátelé z řad svobodných zednářů fungovali jako jeho permanentní věřitelé, kterým věnoval také četné skladby. V době, kdy Mozart bydlel v Schulerstraße, žil čilým společenským životem a navštěvovali ho tady rovněž staří a noví přátelé z řad šlechty. Nejvýznamnějším skladatelským počinem tohoto období je bezesporu Figarova svatba (KV 492), slavná je ovšem i hudební soutěž ze 7. února 1786, v jejímž rámci byla provedena opera Divadelní ředitel (KV 486) a Salieriho opera „Prima la musica e poi le parole“. V témže roce byla rovněž uvedena opera seria Idomeneo. Nakonec ve Vídni 1. května proběhla premiéra Figarovy svatby, která měla o rok později velký úspěch v Praze. Ke konci dubna 1787 opustil Mozart zřejmě z ekonomických důvodů svůj reprezentativní ale drahý byt a přestěhoval se na předměstí do domu v Landstraße Nr. 224.

### Vznik pamětního místa
Další osudy domu jsou charakterizovány četnými změnami vlastníků, např. v roce 1799 se dům dostal do majetku známého portrétisty Johanna Baptista Lampiho staršího. V roce 1941 byly odpovědné orgány města Vídně pověřeny vytvořením a zřízením památníku s expozicí odpovídající kultu hrdinů té doby, který byl otevřen v rámci „Mozartova týdne Německé říše“. Památník zahrnoval dvě místnosti při Schulerstraße a vstupní prostor bývalého Mozartova bytu v prvním patře. Poté byl „Figarohaus“ několikrát přebudován, přičemž zejména od poloviny 70. let 20. století bylo muzeum rozšířeno o všechny ostatní místnosti v bývalém Mozartově bytě, které předtím obývali soukromí vlastníci, přičemž byla obnovena jejich původní podoba.
U příležitosti 250. výročí narození skladatele a s ním spojených oslav Mozartova roku 2006 provedl hospodářský koncern Wien Holding ve spolupráci s městem celkovou renovaci budovy.
Po úspěšné revitalizaci, kterou organizovala společnost Mozarthaus Vienna Errichtungs- und Betriebs GmbH v úzké spolupráci se Spolkovým památkovým úřadem, vznikla v prostorách domu za účasti Vídeňského muzea, které je kurátorsky zodpovědné za Mozartův byt, stálá expozice, která komplexně představuje deset let, jež skladatel strávil ve Vídni.

## Publikace
- Constanze Mozart. Příprava vydání Mozarthaus Vienna, Mozarthaus. 1. vyd. Munderfing: AUMAYER, 2014. 140 s. ISBN 978-3-902923-44-8. (německy)
- Mozart. Příprava vydání Mozarthaus Vienna, Wien Museum. Wien: Metroverlag, 2015. 128 s. Dostupné online. ISBN 978-3-99300-242-8. (německy)
- Mozarts Weg in die Unsterblichkeit - das Genie und die Nachwelt : eine Ausstellung der Österreichischen Nationalbibliothek im Mozarthaus Vienna : 650 Jahre Österreichische Nationalbibliothek. Příprava vydání Mozarthaus Vienna mit Wien Museum Mozartwohnung; redakce Andrea Harrandt ; Thomas Leibnitz. Wien: Mozarthaus Vienna, [2018]. 18 s. (německy)
- Mozart heute/Mozart today : Zum aktuellen Stand der Mozart-Rezeption. Příprava vydání Mozarthaus Vienna. Wien: Goldegg Verlag, 2022. 224 s. ISBN 978-3-99060-288-1. (německy) (anglicky)

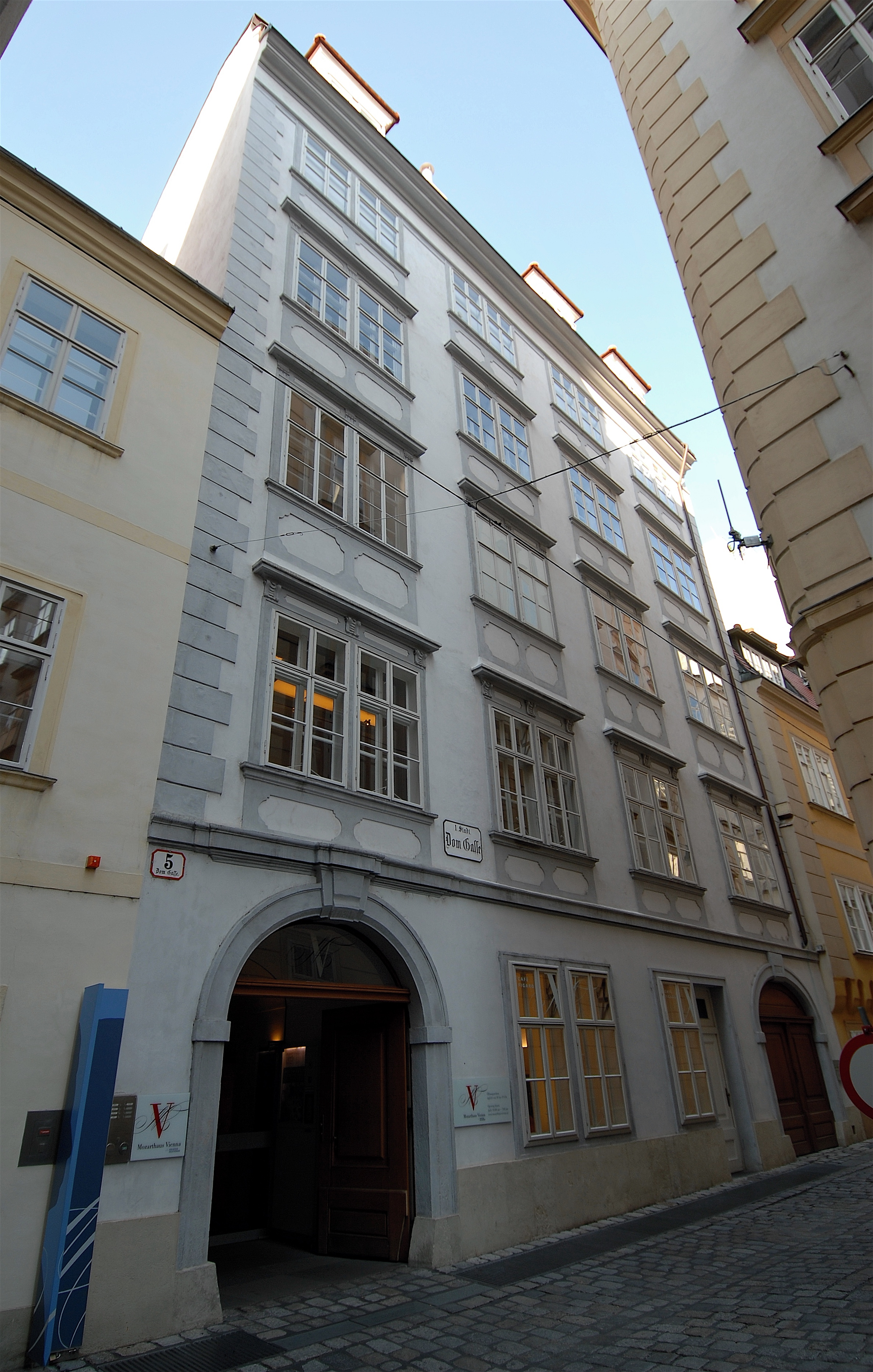
Celkový pohled
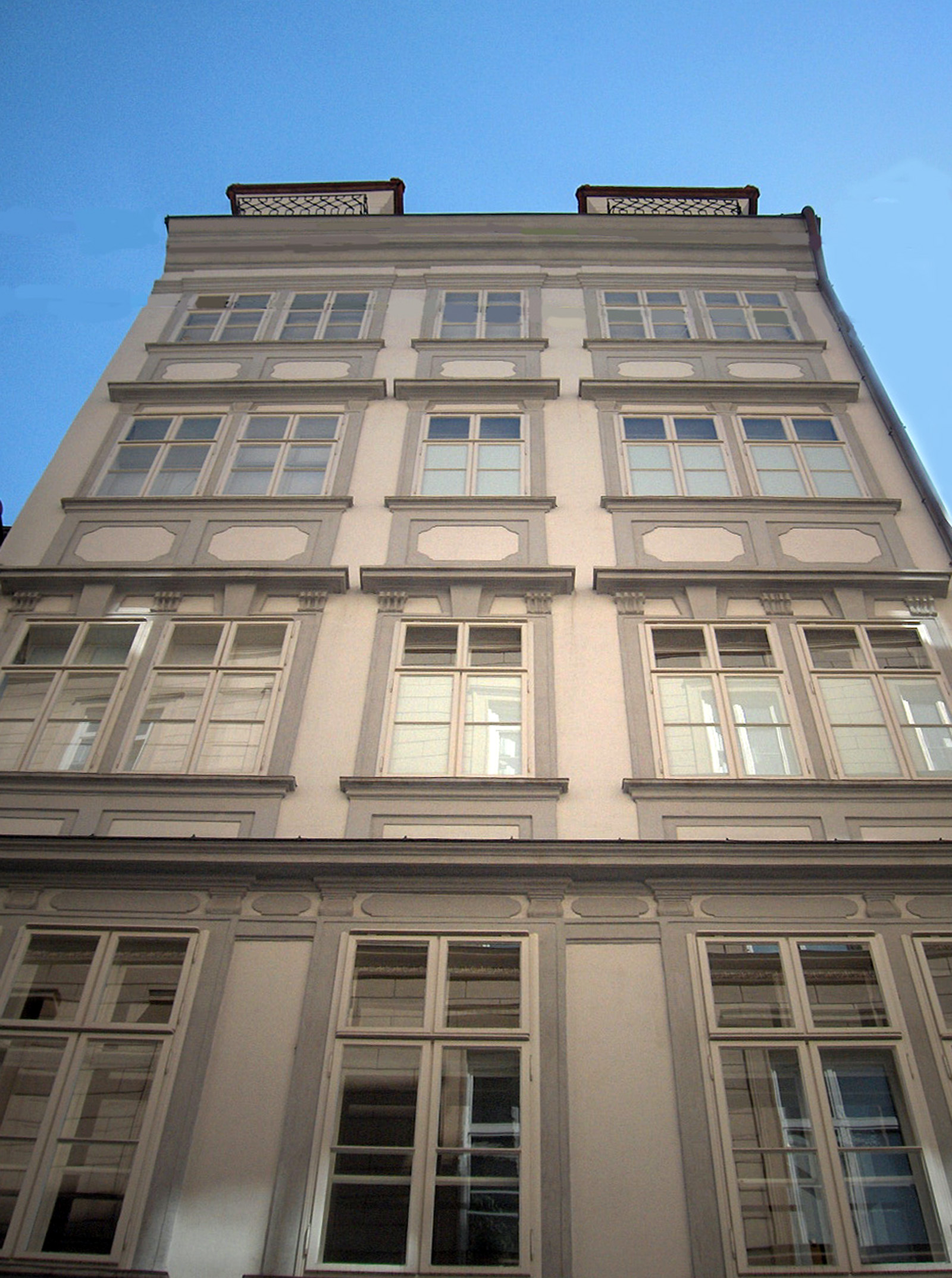
Pohled na průčelí domu
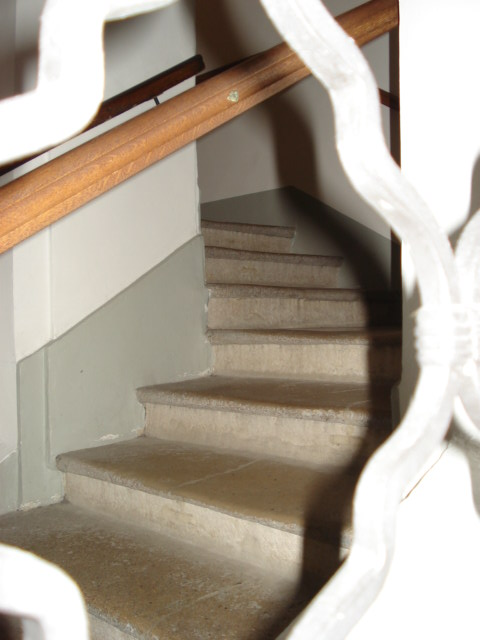
Detail schodiště
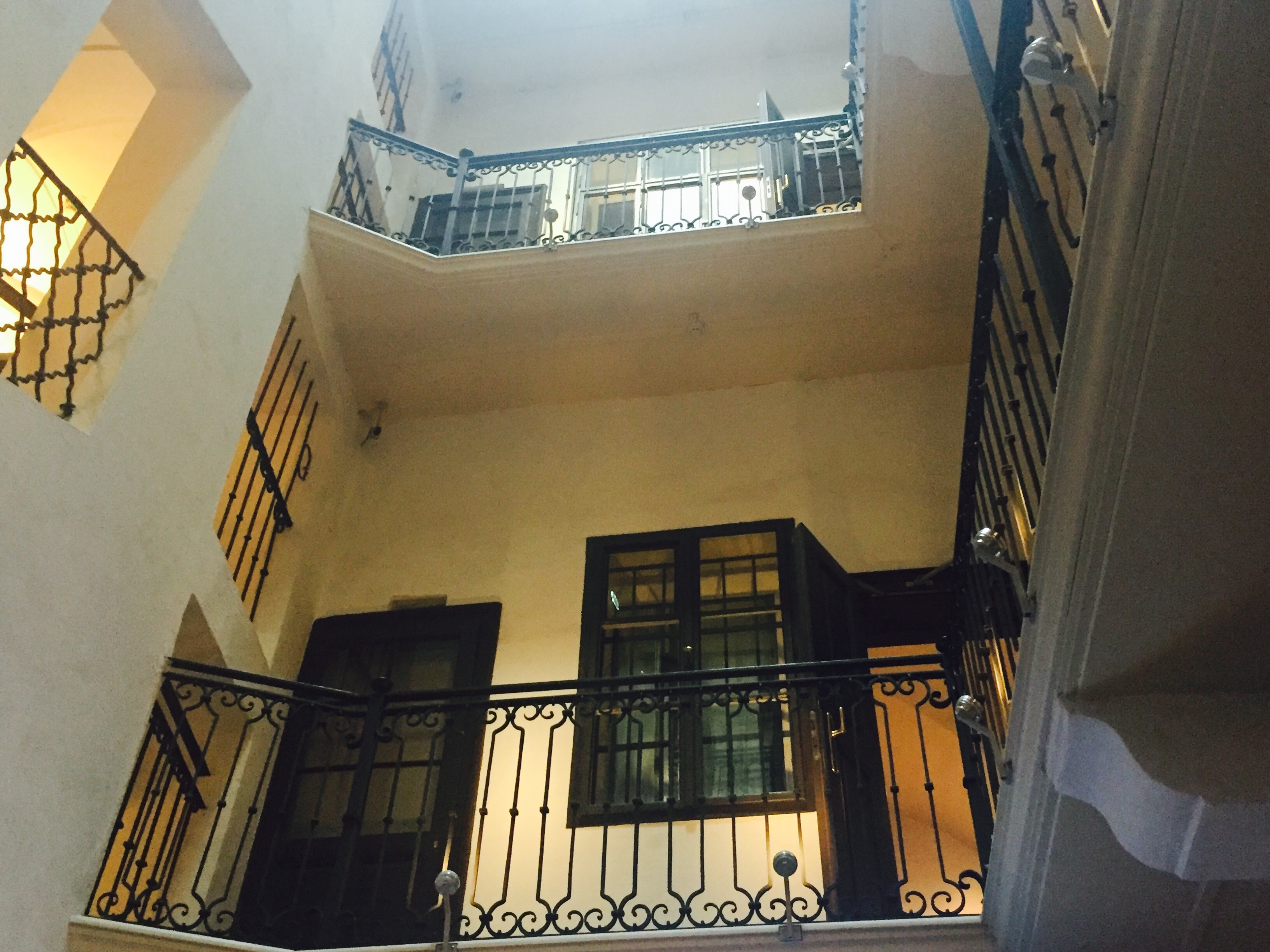
Vstup do Mozartova bytu
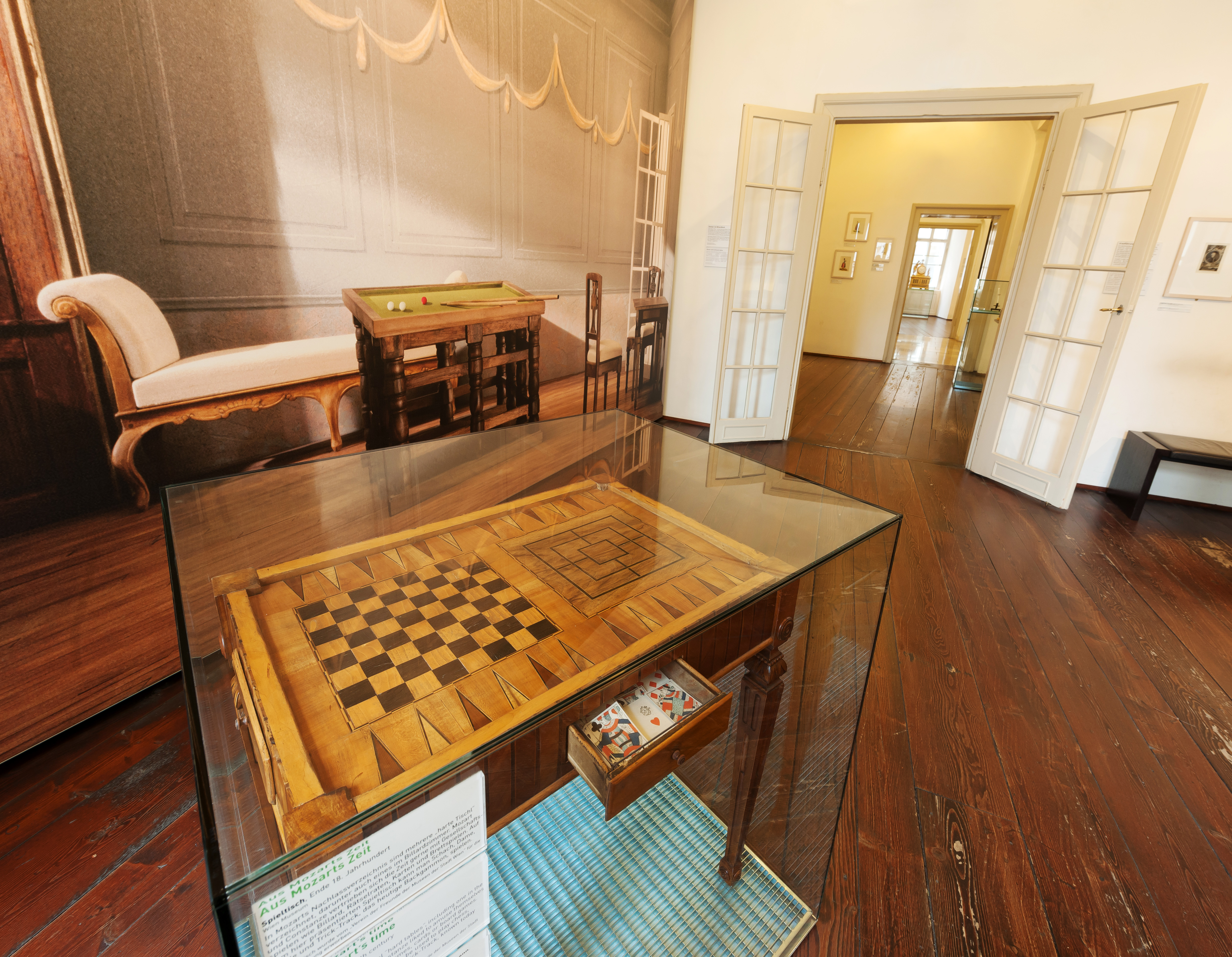
Kulečníkový pokoj
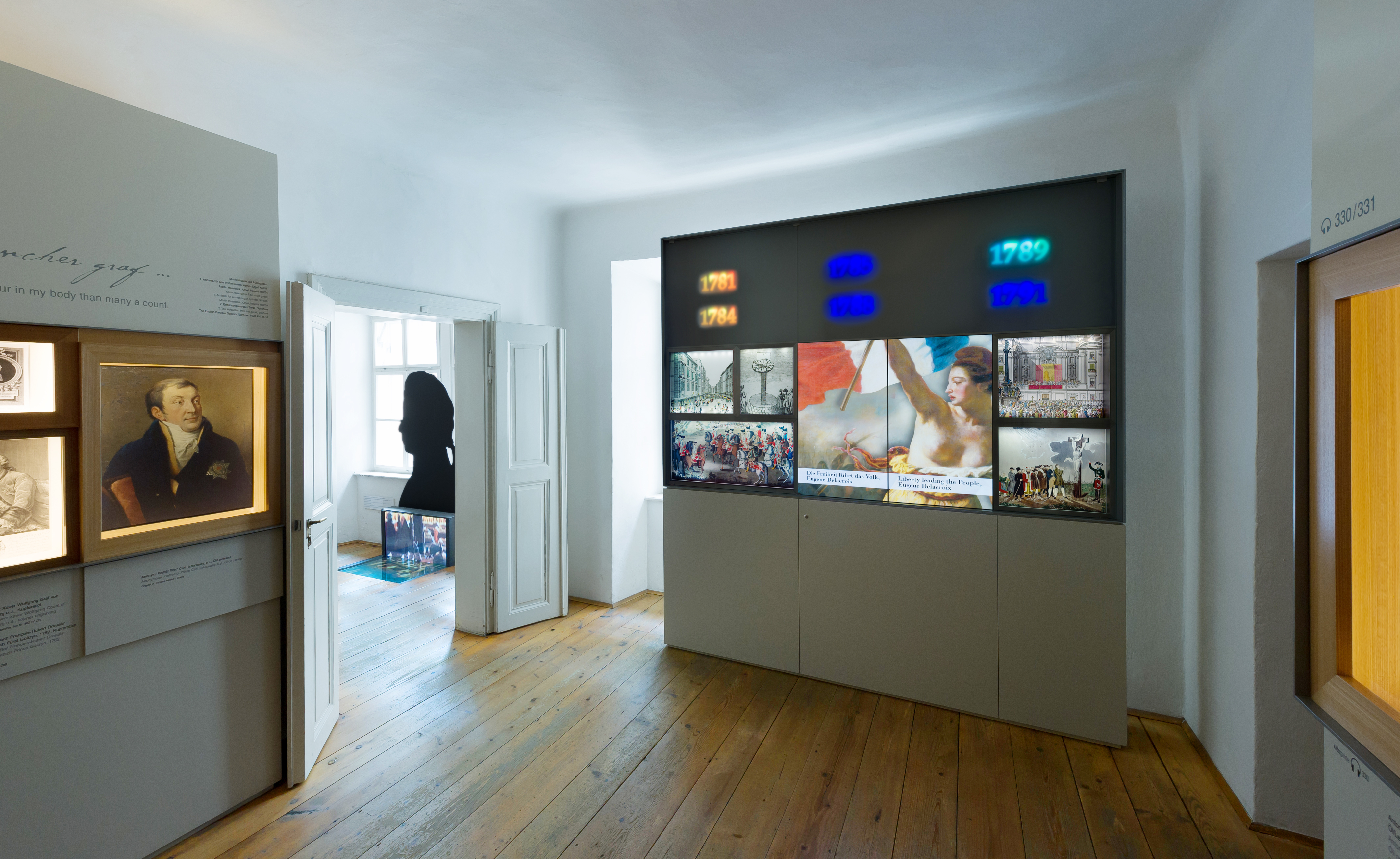
Pohled do expozice
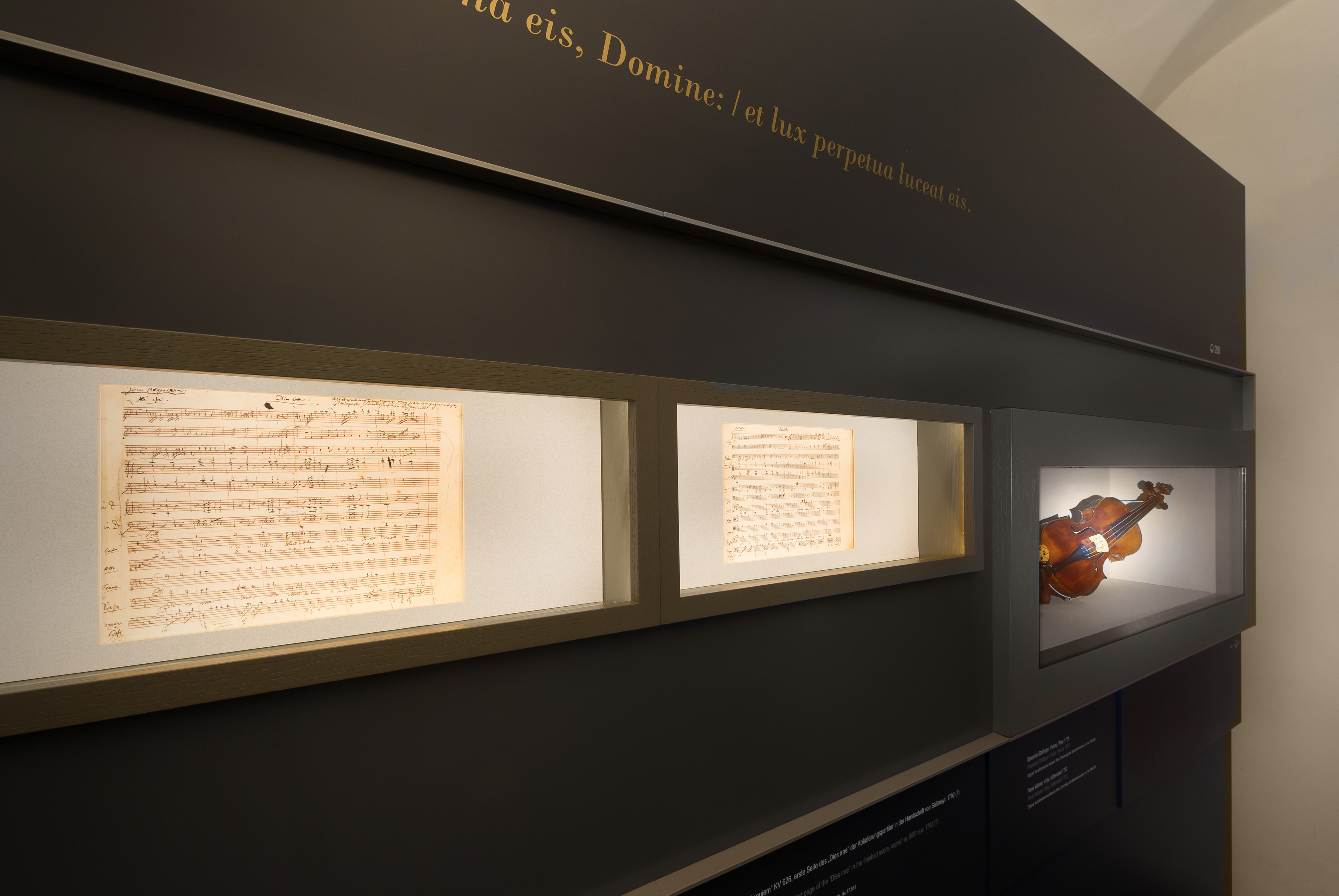
Expozice
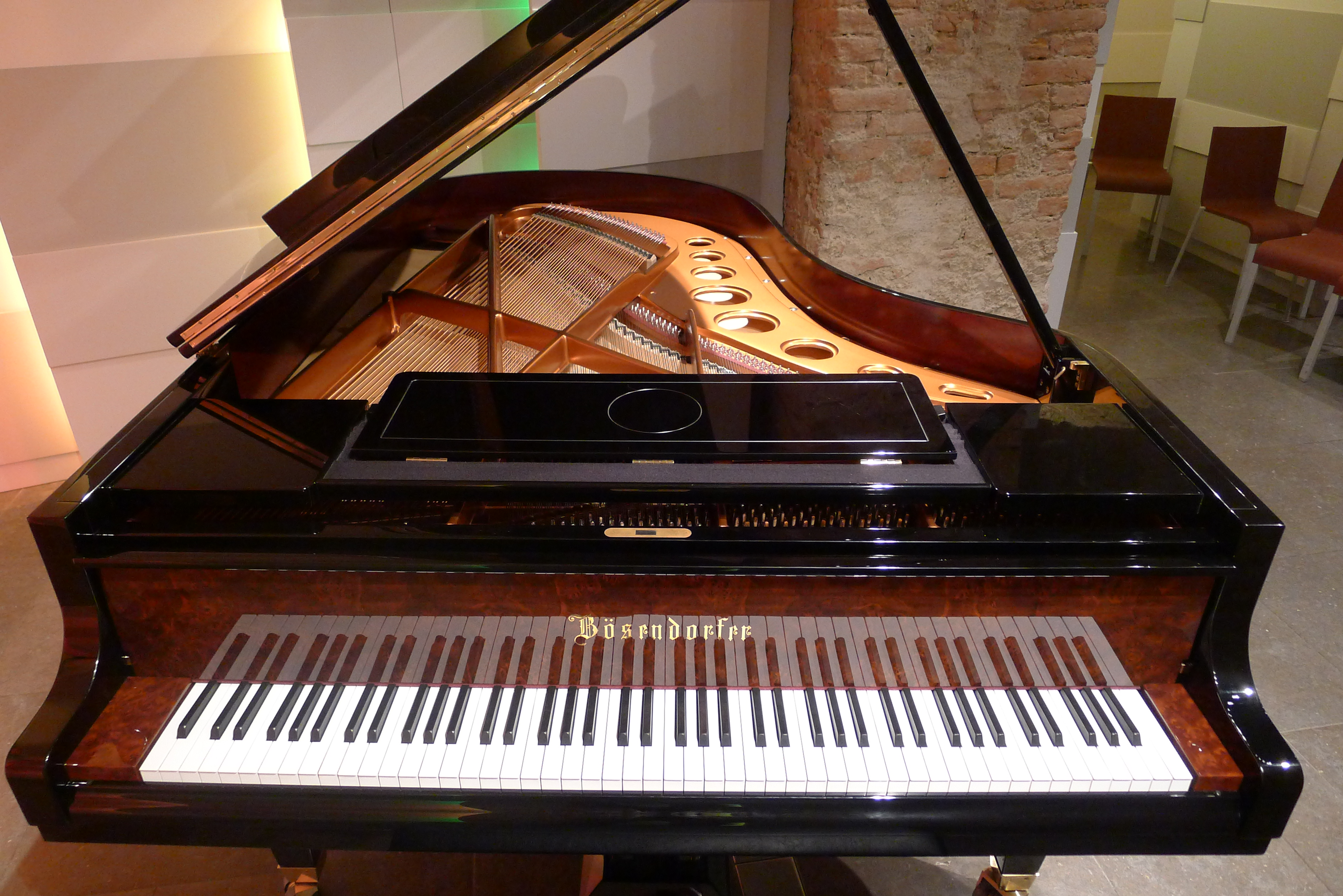
Grand piano Bösendorfer v sále Mozartova domu